# Nguyễn Thị Kim Thư
Nguyễn Thị Kim Thư (* 8. April 1985) ist eine vietnamesische Handballspielerin. In der Disziplin Beachhandball gehört sie der Nationalmannschaft Vietnams seit deren Gründung 2008 an.

## Handball
Nguyễn spielt für den Ho Chi Minh Club. Sie ist die einzige Spielerin Vietnams, die seit der Gründung der Nationalmannschaft im Beachhandball ununterbrochen in der Mannschaft aktiv ist. Ihre erste Meisterschaft bestritt sie im Rahmen der Asian Beach Games 2008 und wurden sogleich mit ihrer Mannschaft Fünfte.
Abwechselnd hinter den Mannschaften aus China, Taiwan und Thailand belegte Nguyễn mit Vietnam zwischen 2010 und 2015 viermal dritte Ränge bei Asienmeisterschaften und Asian Beach Games und rückte damit in die Spitze der weiblichen Beachhandball-Nationalmannschaften Asiens auf. 2016 gewann Nguyễn bei den Asian Beach Games ihren ersten Titel. Es folgten 2017 und 2019 zwei Vizemeisterschaften bei den Asienmeisterschaften. Dazwischen konnte Nguyễn 2018 erstmals an Weltmeisterschaften teilnehmen und belegte dort Platz neun. 2017 wurde der erste Titel bei den erstmals ausgetragenen Südostasienmeisterschaften gewonnen, 2022 bei den Asienmeisterschaften.
2019 nahm Nguyễn mit Vietnam in Katar bei den erstmals ausgetragenen World Beach Games teil. Hier erreichte die Mannschaft das Halbfinale und belegte am Ende den vierten Platz, womit Vietnam als dritte Mannschaft Asiens nach Japan und Taiwan und als eine von nur fünf nicht-europäischen Mannschaften bislang in die Weltspitze aufschloss.

## Erfolge
| World Beach Games - 2019: 4. Weltmeisterschaften - 2018: 9. - 2022: 13. Asian Beach Games - 2008: 5. - 2010: 3. - 2012: 3. - 2014: 3. - 2016: 1. | Asienmeisterschaften - 2013: 4. - 2015: 3. - 2017: 2. - 2019: 2. - 2022: 1. Südostasien-Meisterschaften - 2017: 1. |